# Целых, Федот Павлович
Федо́т Па́влович Целы́х (2 марта 1896, с. Владимировка, Кокчетавский уезд, Акмолинская область, Российская империя — октябрь 1982, Киев, Украинская ССР, СССР) — советский государственный деятель. Входил в состав особой тройки НКВД СССР.

## Биография
В 1915—1917 служил фельдфебелем в русской армии. С 1919 — в РККА, до 1921 в частях особого назначения ВЧК. Член РКП(б).
Позже, был инструктором Культурно-пропагандистского отдела Атбасарского уездного комитета РКП(б) в Акмолинской губернии.
С 1921 — на советской работе, назначен председателем исполкома Атбасарского уездного Совета. В 1922—1923 — ответственный секретарь Атбасарского уездного комитета РКП(б).
В 1924—1925 работал заведующим Организационным отделом Акмолинского губернского комитета РКП(б), заведующим Акмолинским губернским управлением сырьевых заготовок.
В 1925—1929 — студент Московского коммунистического университета им. Я. М. Свердлова.
В 1929—1930 был заведующим Кустанайским окружным отделом торговли, в 1930—1931 — ответственным секретарём Фёдоровского районного комитета ВКП(б) (Казахская АССР), до 1932 — ответственным секретарём Талды-Курганского районного комитета ВКП(б) (Казахская АССР).
Позже, на профсоюзной работе: заведующий Отделом рабочего снабжения и сбыта Казахского краевого Совета профсоюзов, в 1933 переведен заместителем председателя Казахского краевого Совета профсоюзов.
В 1933—1935 — председатель Карагандинского областного Совета профсоюзов.
С 1935 на партийной работе. Назначен первым секретарём Петропавловского городского комитета ВКП(б) (Карагандинская — Северо-Казахстанская область).
С августа 1937 — председатель Исполнительного комитета Северо-Казахстанского областного Совета. Этот период отмечен вхождением в состав особой тройки, созданной по приказу НКВД СССР от 30.07.1937 № 00447 и активным участием в сталинских репрессиях.
Избирался депутатом Верховного Совета СССР 1 созыва (1937).

## Завершающий этап
29 июня 1938 был арестован и Особым Совещанием НКВД СССР в октябре 1940 г. по обвинению по ст. 58-1, 58-8, 58-11 УК РСФСР осуждён к 8 годам лагерей. Позже, срок заключения был продлён. Освобождён в октябре 1955 г.
После освобождения до выхода на пенсию в 1961 работал в Башкирии.
Реабилитирован Верховным судом СССР за отсутствием состава преступления.

## Награды
- орден «Знак Почёта»